# 樱花的花瓣们2008
《樱花的花瓣们2008》（日语：桜の花びらたち2008），是AKB48的第8张单曲。由DefSTAR Records于2008年2月27日发售。中心成員由前田敦子擔當。

## 概要
- 本作系2006年，AKB48在独立制作时所发售的第1张单曲《樱花的花瓣们》的翻唱版本。与当时不同的是，本作依惯例采用由Team A、K、B三队选拔而来的成员演唱的方式。2006年版本是由当时的Team A全队参加演唱。具体请参见该条目。

与《浪漫、不需要》、《妳正在看著夕陽嗎?》相同，除通常盘之外，还发售了两种初回限定盘。
選拔成員比前作增加4名，由16人變為20人。多田爱佳是首次成为选拔成员。成田梨纱与松原夏海是自首张单曲《想見你》（会いたかった）以来，相隔1年4个月首次回归选拔组。柏木由纪与平嶋夏海是自第4张单曲《BINGO!》以来，相隔7个月首次回归选拔组。前作的选拔成员中只有户岛花落选。

## 纠纷
在AKB48剧场购买本单曲者可随机获得44种特制海报中的一种，其中部分还带有签名。原定将举办针对集齐全部44张海报的支持者的特别活动，但这一营销方式被指涉嫌违反日本的反垄断法（独占禁止法），故本活动于2月28日被迫宣告取消。同时，在剧场开始接受附带海报的未开封品的退货。
由于本作发售引来之纠纷，以及销量持续不振等原因，在本作发售之后，DefSTAR Records与AKB48方面的合约宣告解除。但这并不等于AKB48方面与DefSTAR的母公司SME之关系中断。截至目前为止，AKB48之派生组合no3b（ノースリーブス）仍然所属于SME旗下的EPIC Records Japan。同时，SET LIST～Greatest Songs～系列专辑也是由DefSTAR发售。这一解约纠纷导致AKB48在长达8个月的时间里未能发行新单曲（中间仅以音樂下載的方式发售了Baby! Baby! Baby!）。具体请见该条目以及大声钻石条目。

## MV
PV的导演是执导了《曾不屑一顧的愛情》、《妳正在看著夕陽嗎?》两作PV的高桥荣树。摄影是在2007年12月15、16日两天进行的。设定舞台为架空的学校“私立叶瑠女学院高等学校”的毕业仪式当天的情况。整个拍摄采用短剧的形式，整个PV加上前面的演出部分的总长度超过10分钟（10分34秒）。
主要演出成员为以峯岸南扮演的毕业生代表为首的五人组（其余四人是小嶋陽菜、前田敦子、大島优子、河西智美）。其余成员（包括未被选入选拔组的成员）则在其中扮演学生。PV中歌唱部分为毕业仪式上所有学生齐唱的情景。
蛭子能收特别出演PV，扮演教师职务。

## 媒體使用
樱花的花瓣们2008
- TBS系《Arabiki団》片尾主题歌（2008年2月－3月）

最后的制服
- 日本电视台系“横滨国际女子公路接力赛跑大会”主题歌

## 收录曲目

### 初回限定盘A
封面写真（表）：AKB48成員43名
1. 《樱花的花瓣们2008（Original Mix）》[5:20]
作词：秋元康，作曲：上杉洋史，编曲：樫原伸彦
2. 《最后的制服》[4:36]
作詞：秋元康，作曲、编曲：伊藤心太郎
3. 《樱花的花瓣们2008》（Original Mix, Instrumental）
4. 《最后的制服》（Instrumental）

DVD
1. 《樱花的花瓣们2008》Video Clip
2. Making of 《樱花的花瓣们2008》

### 初回限定盘B
封面照片：峯岸南、小嶋陽菜、前田敦子、大島優子・河西智美
1. 《樱花的花瓣们2008（Original Mix）》
2. 《最后的制服》
3. 《樱花的花瓣们2008》（学校 Mix）
4. 《樱花的花瓣们2008》（Original Mix, Instrumental）
5. 《最后的制服》（Instrumental）

### 通常盘
封面写真（表）：AKB48成員43名
1. 《樱花的花瓣们2008（Original Mix）》（桜の花びらたち2008）
2. 《最后的制服》（最後の制服）
3. 《樱花的花瓣们2008》（Original Mix, Instrumental）
4. 《最后的制服》（Instrumental）

## 選拔成員

### 樱花的花瓣们2008
（中心成員：前田敦子）
- Team A：板野友美、大島麻衣、小嶋陽菜、佐藤由加理、篠田麻里子、高橋南、成田梨紗、前田敦子、峯岸南
- Team K：秋元才加、大島優子、小野惠令奈、河西智美、松原夏海、宮澤佐江
- Team B：多田愛佳、柏木由紀、菊地彩香、平嶋夏海、渡邊麻友

### 最后的制服
（中心成員：前田敦子、小嶋陽菜）
- Team A：板野友美、大島麻衣、小嶋陽菜、佐藤由加理、篠田麻里子、高橋南、成田梨紗、前田敦子、峯岸南
- Team K：秋元才加、大島優子、小野惠令奈、河西智美、松原夏海、宮澤佐江
- Team B：多田愛佳、柏木由紀、菊地彩香、平嶋夏海、渡辺麻友